# 魏沅
魏沅（？年—？年），字號不詳，直隸省真定府栢鄉縣（今屬河北省邢台市）人，清朝政治人物。
康熙三十八年（1699年）己卯科順天鄉試舉人。
康熙四十二年（1703年）癸未科第三甲第一百零五名同進士出身。
五十一年（1712年）授廣東潮州府饒平縣知縣。